# Ивашков
Ивашков (укр. Івашків) — село, относится к Кодымскому району Одесской области Украины.
Население по переписи 2001 года составляло 1319 человек. Почтовый индекс — 66020. Телефонный код — 4867. Занимает площадь 4,89 км².
В селе родился Герой Советского Союза Франц Карпинский.

## Местный совет
66020, Одесская обл., Кодымский р-н, с. Ивашков